# جيمس ويلارد هيرست
جيمس ويلارد هيرست (بالإنجليزية: James Willard Hurst)‏ هو مؤرخ أمريكي، ولد في 6 أكتوبر 1910 في روكفورد في الولايات المتحدة، وتوفي في 18 يونيو 1997 في ماديسون في الولايات المتحدة.